# Homalanthus polyandrus
Homalanthus polyandrus är en törelväxtart som först beskrevs av Joseph Dalton Hooker och Johannes Müller Argoviensis, och fick sitt nu gällande namn av Thomas Frederic Cheeseman. Homalanthus polyandrus ingår i släktet Homalanthus och familjen törelväxter. IUCN kategoriserar arten globalt som sårbar.
Artens utbredningsområde är Kermadecöarna. Inga underarter finns listade i Catalogue of Life.